# Brazuelo
Brazuelo ist ein nordspanischer Ort und eine Gemeinde (municipio) mit 312 Einwohnern (Stand: 2024) in der Provinz León in der Autonomen Gemeinschaft Kastilien-León. Neben dem Hauptort Brazuelo besteht die Gemeinde aus den Ortschaften Bonillos, Combarros, El Ganso, Pradorrey, Quintanilla de Combarros, Requejo de Pradorrey, Rodrigatos de la Obispalía und Veldedo.

## Lage und Klima
Brazuelo liegt in einer Höhe von ca. 965 m in der westleonesischen Hochebene (meseta) etwa 55 Kilometer in westsüdwestlicher Richtung von León entfernt. Durch die Gemeinde führt die Autovía A-6.
Das Klima ist gemäßigt bis warm; Regen (680 mm/Jahr) fällt überwiegend im Winterhalbjahr.

## Bevölkerungsentwicklung
| Jahr      | 1970 | 1981 | 1991 | 2001 | 2011 | 2021 |
| Einwohner | 778  | 395  | 376  | 361  | 327  | 311  |

Aufgrund der zunehmenden Mechanisierung der Landwirtschaft und der Aufgabe zahlreicher bäuerlicher Kleinbetriebe in der zweiten Hälfte des 20. Jahrhunderts fehlten mehr und mehr Arbeitsplätze, was eine immer noch anhaltende Landflucht auslöste.

## Sehenswürdigkeiten

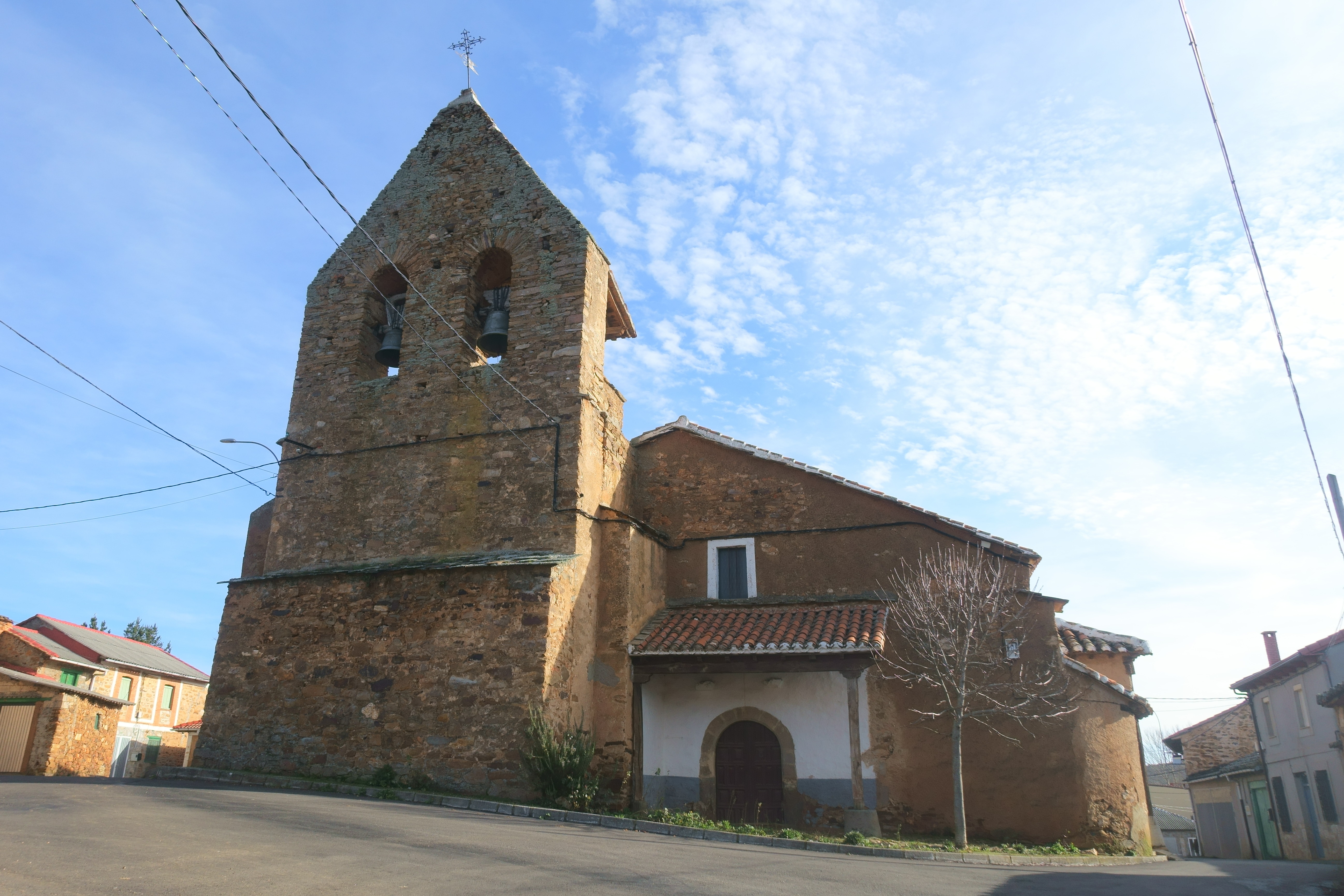
Jakobuskirche
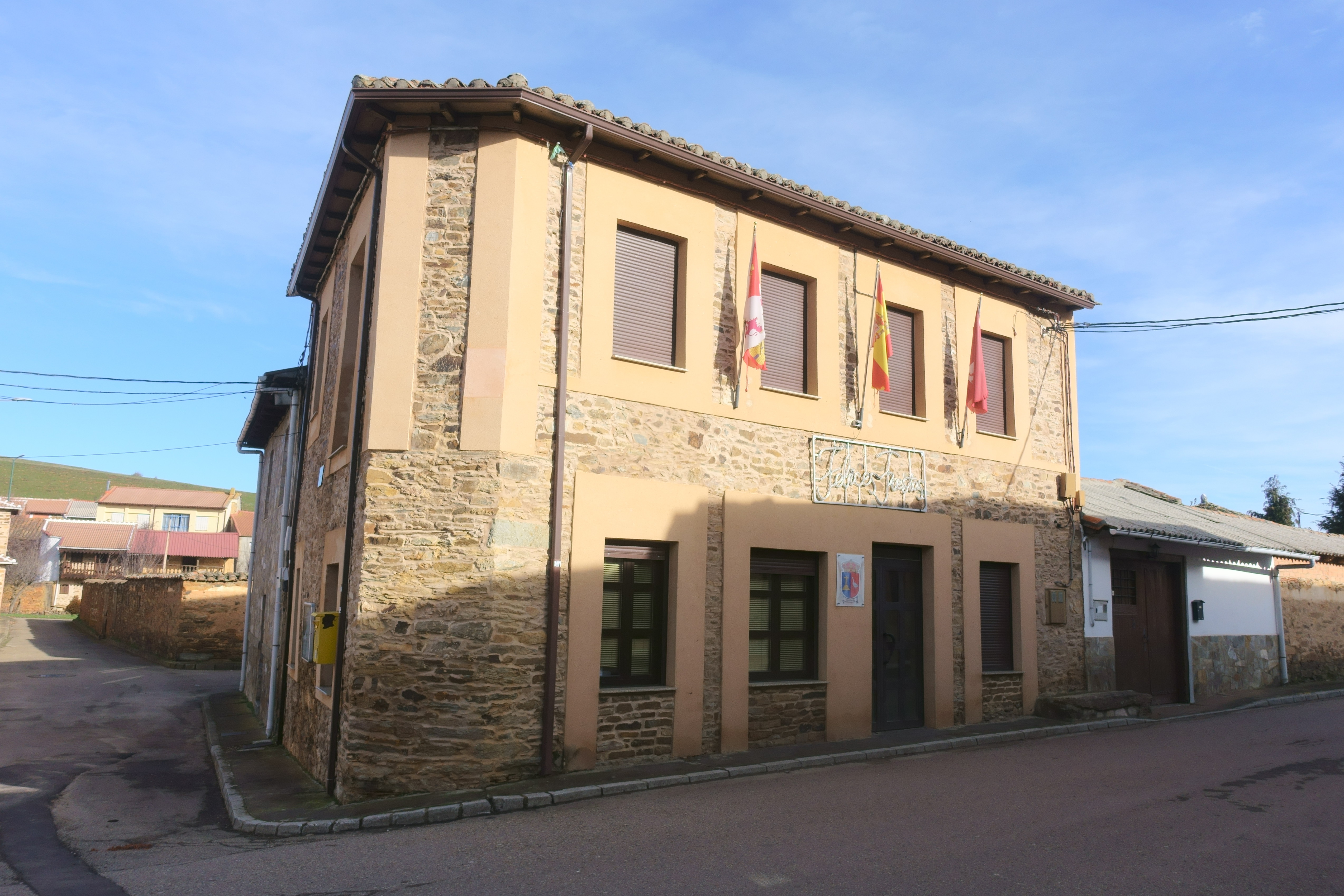
Rathaus

- Jakobuskirche
- Rathaus